# العلاقات البريطانية الرومانية
العلاقات البريطانية الرومانية هي العلاقات الثنائية التي تجمع بين المملكة المتحدة ورومانيا.

## مقارنة بين البلدين
هذه مقارنة عامة ومرجعية للدولتين:
| وجه المقارنة                                              | المملكة المتحدة                 | رومانيا                                                                               |
| --------------------------------------------------------- | ------------------------------- | ------------------------------------------------------------------------------------- |
| المساحة (كم2)                                             | 242.50 ألف                      | 238.40 ألف                                                                            |
| عدد السكان (نسمة)                                         | 66.02 مليون                     | 19.59 مليون                                                                           |
| الكثافة السكانية (ن./كم²)                                 | 272.25                          | 82.17                                                                                 |
| العاصمة                                                   | لندن                            | بوخارست                                                                               |
| اللغة الرسمية                                             | لغة إنجليزية، اللغة الويلزية    | اللغة الرومانية                                                                       |
| العملة                                                    | جنيه إسترليني                   | ليو روماني                                                                            |
| الناتج المحلي الإجمالي (بليون دولار)                      | 2.62 تريليون                    | 211.80 مليار                                                                          |
| الناتج المحلي الإجمالي (تعادل القوة الشرائية) بليون دولار | 2.72 تريليون                    | 465.56 مليار                                                                          |
| الناتج المحلي الإجمالي الاسمي للفرد دولار أمريكي          | 43.88 ألف                       | 9.47 ألف                                                                              |
| الناتج المحلي الإجمالي للفرد دولار أمريكي                 | 40.23 ألف                       | 23.63 ألف                                                                             |
| مؤشر التنمية البشرية                                      | 0.907                           | 0.793                                                                                 |
| رمز المكالمات الدولي                                      | +44                             | +40                                                                                   |
| رمز الإنترنت                                              | .uk، .gb                        | .ro                                                                                   |
| المنطقة الزمنية                                           | توقيت غرينيتش، توقيت غرب أوروبا | ت ع م+02:00، ت ع م+03:00، أوروبا/بوخارست ‏، توقيت شرق أوروبا، توقيت شرق أوروبا الصيفي ‏ |

## مدن متوأمة
في ما يلي قائمة باتفاقيات التوأمة بين مدن بريطانية ورومانية:
- ترتبط نوتنغهام مع تيميشوارا باتفاقية توأمة منذ 1969.
- ترتبط كوفنتري مع غالاتس باتفاقية توأمة منذ 1959.
- ترتبط East Renfrewshire [الإنجليزية]‏ مع تارغو موريش باتفاقية توأمة.
- ترتبط ليدز مع براشوف باتفاقية توأمة منذ 1949.
- ترتبط Sherborne [الإنجليزية]‏ مع سيريت باتفاقية توأمة.
- ترتبط روثرهام [الإنجليزية]‏ مع كلوج نابوكا باتفاقية توأمة.
- ترتبط بورنموث مع تارغو موريش باتفاقية توأمة.
- ترتبط لندن مع بوخارست باتفاقية توأمة منذ 2015.[21][21][21][21]
- ترتبط ويرال مع سيبيو باتفاقية توأمة.

## منظمات دولية مشتركة
يشترك البلدان في عضوية مجموعة من المنظمات الدولية، منها:
| علم المنظمة | اسم المنظمة                               | تاريخ انضمام المملكة المتحدة | تاريخ انضمام رومانيا |
| ----------- | ----------------------------------------- | ---------------------------- | -------------------- |
|             | المنظمة الأوروبية لسلامة الملاحة الجوية   | 1960                         | 1996                 |
|             | المنظمة الهيدروغرافية الدولية             | ?                            | ?                    |
|             | منظمة الشرطة الجنائية الدولية             | ?                            | ?                    |
|             | الاتحاد البريدي العالمي                   | ?                            | ?                    |
|             | مركز تنسيق الحركة في أوروبا ‏              | ?                            | ?                    |
|             | حلف شمال الأطلسي                          | 4 أبريل 1949                 | 29 مارس 2004         |
|             | منظمة التجارة العالمية                    | 1995                         | 1995                 |
|             | الفريق المعني برصد الأرض                  | ?                            | ?                    |
|             | مجموعة الموردين النوويين                  | ?                            | ?                    |
|             | مؤسسة التنمية الدولية                     | 24 سبتمبر 1960               | 12 أبريل 2014        |
|             | اتفاقية السماوات المفتوحة                 | ?                            | ?                    |
|             | منظمة الأمن والتعاون في أوروبا            | 25 يونيو 1973                | 25 يونيو 1973        |
|             | مؤسسة التمويل الدولية                     | 20 يوليو 1956                | 23 سبتمبر 1990       |
|             | مجلس أوروبا                               | 5 مايو 1949                  | 7 أكتوبر 1993        |
|             | منظمة حظر الأسلحة الكيميائية              | ?                            | ?                    |
|             | الأمم المتحدة                             | 24 أكتوبر 1945               | 14 ديسمبر 1955       |
|             | الاتحاد الدولي للاتصالات                  | 24 فبراير 1871               | 9 فبراير 1866        |
|             | الاتحاد الأوروبي                          | 1973                         | 2007                 |
|             | البنك الدولي للإنشاء والتعمير             | 27 ديسمبر 1945               | 15 ديسمبر 1972       |
|             | مجموعة أستراليا                           | 1985                         | 1995                 |
|             | المركز الدولي لتسوية المنازعات الاستشارية | 18 يناير 1967                | 12 أكتوبر 1975       |
|             | وكالة الفضاء الأوروبية                    | 28 مارس 1978                 | 23 ديسمبر 2011       |
|             | وكالة ضمان الاستثمار متعدد الأطراف        | 12 أبريل 1988                | 10 سبتمبر 1992       |
|             | يونسكو                                    | 4 نوفمبر 1946                | 27 يوليو 1956        |

## أعلام
هذه قائمة لبعض الشخصيات التي تربطها علاقات بالبلدين:
- جوليا باسكال (1949 – )
- جون هاوسمان (22 سبتمبر 1902[33][34][35] – 31 أكتوبر 1988[33][34][35])
- ماريا ملكة رومانيا (29 أكتوبر 1875[36][37][38] – 18 يوليو 1938[37][38])
- ميخائيل ملك رومانيا (آخر ملوك رومانيا التي تحولت لجمهورية فيما بعد، 25 أكتوبر 1921[39][40][41] – 5 ديسمبر 2017[42][43])

## وصلات خارجية
- موقع وزارة الخارجية البريطانية
- موقع وزارة الخارجية الرومانية